# Лаг (созвездие)

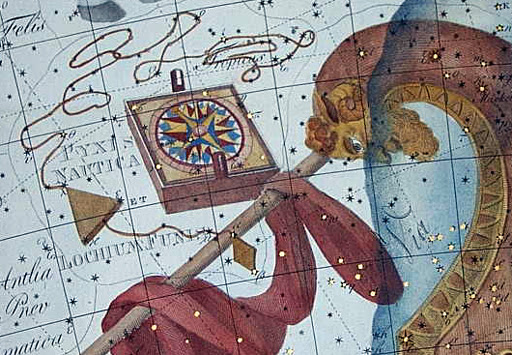
Изображение созвездия из книги «Uranographia» Иоганна Боде

Лаг (Лот) (лат. Lochium Funis) — отменённое созвездие южного полушария неба. Предложено в «Уранографии» Боде в 1801 году. Созвездие изображало корабельный лаг, располагалось в районе Корабля Арго, обрамляя созвездие Компас.
Элиза Боуэн в «Наблюдательной астрономии», выпущенной в Нью-Йорке в 1888 году, применила к этому созвездию название Linea Nautica. На русский язык оба названия переводятся как «Лаг» или «Лот». Перевод «Логарифмическая Линейка» не верен.
Созвездие не пользовалось популярностью среди астрономов. Ныне созвездие не занесено Международным астрономическим союзом в официальный список созвездий.